# Монтойя, Алисия
Алисия Родригес Монтойя (исп. Alicia Rodriquez Montoya; 25 января 1920, Мехико, Мексика — 17 августа 2002, там же) — мексиканская актриса, актриса «Золотого века мексиканского кинематографа».

## Биография
Родилась 25 января 1920 года в Мехико в смешанной семье, отец — испанский актёр и режиссёр Хулио Сесар Родригес дель Рио, мать — мексиканская театральная актриса Мария Тереса Монтойя. Являлась сводной сестрой актрисы Тере Мондрагон. В мексиканском кинематографе дебютировала в 1938 году и с тех пор снялась в 95 работах в кино и телесериалах.
Скончалась 17 августа 2002 года от остановки дыхания, спровоцированного почечной недостаточностью.

## Фильмография

### Теленовеллы
- Обними меня крепче (2000—2001) — Gumersinda Montes
- Serafín (1999) — Cruz
- Gotita de amor (1998) — Trini
- Pueblo chico, infierno grande (1997) — Doña Hipólita de Zavala
- Ложь во спасение (1996) — Virtudes
- La culpa (1996) — Manuela
- Retrato de familia (1995—1996) — Nana Candelaria
- Imperio de cristal (1994—1995) — Antonia Moncada Vda. de Arizmendi
- Valentina (1993) — Doña Bertha
- Clarisa (1993) — Casilda
- Ничья любовь (1990—1991) — Anna
- Alcanzar una estrella (1990) — Doña Julia Vda. de Mastreta (Villana)
- Angélica, mi vida (1988—1989) — Inés
- Пятнадцатилетняя, или Подростки (1987—1988)…. Licha
- Victoria (1987)…. Esperanza
- Herencia maldita (1986—1987)…. Catherine
- El engaño (1986)…. Martha
- El enemigo (1979)
- Honrarás a los tuyos (1979)
- La llama de tu amor (1979)
- Ángel Guerra (1979)
- Donde termina el camino (1978)
- Barata de primavera (1975) — Nana Licha
- Pobre Clara (1975) — Tía Emilia
- El manantial del milagro (1974) — Sofía
- Los miserables (1973) — Madre Abadesa
- Entre brumas (1973)…. Sarah
- Muchacha italiana viene a casarse (1971—1972)…. Teresa #2
- Velo de novia (1971)…. Carolina
- La Constitución (1970—1971) — Lola Jiménez y Muro
- Puente de amor (1969)
- No creo en los hombres (1969)
- Sin palabras (1969) — Elise
- Rubí (1968) — Refugio
- Leyendas de México (1968)
- Águeda (1968) — Sofía
- Chucho el Roto (1968) — Doña Luisa
- Juventud divino tesoro (1968) — Emilia
- Estafa de amor (1967)
- Lo prohibido (1967)
- Deborah (1967)
- Más fuerte que tu amor (1966)
- Vértigo (1966)
- Una mujer (1965) — Sofía
- La sembradora (1965)…. Petra
- La mentira (1965)
- Historia de un cobarde (1964)
- El dolor de vivir (1964)
- El crisol (1964)
- La sombra del otro (1963)
- Doña Macabra (1963)
- La actriz (1962)
- La herencia (1962)
- Las momias de Guanajuato (1962)
- Don Bosco (1961)
- Dos caras tiene el destino (1960)
- Тереса (1959)…. Madre de Teresa
- Тайна (1959)
- Más allá de la angustia (1959)
- Запретная тропа (1958)

### Многосезонные ситкомы
- Diseñador de ambos sexos Capítulo 18: «Madres» (2001) …. Voz
- Женщина, случаи из реальной жизни (1985—2007)
- Mis huéspedes (1980—1982) …. Doña Matilde

### Художественные фильмы
- 1956 —
  - Клуб свободных женщин — секретарь.
  - Крот
- 1957 — Вампир — Мария Тереса.
- 1958 — Дикари — тётя Ядиры.